# Leptopanorpa peterseni
Leptopanorpa peterseni is een insect uit de orde van de schorpioenvliegen (Mecoptera), familie van de schorpioenvliegen (Panorpidae). De wetenschappelijke naam van de soort is voor het eerst geldig gepubliceerd door Lieftinck in 1936.
De soort komt voor in Java.